# Ingalls, Kansas
Ingalls är en ort i Gray County i Kansas. Vid 2010 års folkräkning hade Ingalls 306 invånare.